# Chost (Provinz)
Chost (Dari und paschtunisch خوست) ist eine Provinz in Afghanistan mit der Provinzhauptstadt Chost. Die Fläche beträgt 4.235 Quadratkilometer und die Einwohnerzahl 659.100 (Stand: 2022).
Die Provinz gehört zum Siedlungsgebiet der Paschtunen, das durch die Durand-Linie geteilt wird, und grenzt im Osten an Wasiristan, einem pakistanischen Stammesgebiet unter Bundesverwaltung.

## Rohstoffe
Um 1997 fand man in der Provinz Chost Vorkommen von Chromit. Seitdem kam es mehrmals zu Kämpfen um das Abbaugebiet, weswegen das Vorkommen nicht ausgebeutet werden konnte.

## Verwaltungsgliederung
Die Provinz gliedert sich in die folgenden Distrikte:
- Alisher (Ali Sher), 35 km östlich von Chost an der Durand-Linie
- Bak, 30 km nordöstlich von Chost, in dem auch ein Staudamm zur Stromversorgung existiert
- Gurbuz, 20 km südöstlich von Chost an der Grenze zu Pakistan
- Domanda, in dessen Bezirk sich die Chost-Gardez verläuft
- Dschadschi Maydan (Jaji Maydan, Zazi Maidan), 45 km nordöstlich von Chost
- Khost (Matun)
- Ismail Khel (Mandozi, Mando Zayi), befindet sich in Chost
- Musa Khel (Muskhel), 37 km nordöstlich von Chost
- Nadir Shah Kot (Nader Shahkot), östlich der Straße Chost-Gardez, wo Planungen zum Bau eine Flugplatzes bestehen
- Qalandar, 40 km östlich von Chost
- Sabari, 25 km nördlich von Chost
- Schamal
- Spera  (Spira), 55 km südwestlich von Chost und grenzt an Pakistan
- Tanai, 18 km südlich von Chost und grenzt an Pakistan
- Tere Zayi